# Mission sui juris Yining
Die Mission sui juris Yining (lat.: Mission Sui Iuris de Yining) war eine in China gelegene römisch-katholische Mission sui juris mit Sitz in Yining.

## Geschichte
Die Mission sui juris Yining wurde aus dem Erzbistum Khanbalik 1320 heraus errichtet. Im Jahre 1330 wurde die Mission sui juris Yining wieder aufgelöst.
1898 wurde die Mission sui juris Yining durch Papst Leo XIII. erneut errichtet. Die Mission sui juris Yining wurde 1922 durch Papst Pius XI. aufgelöst.

## Superiore von Yining
- Johannes Baptist Steeneman CICM, 1898–1918
- Gerard-Joseph Hoogers CICM, 1918–1922